# Various Positions

Recent Songs je sedmi studijski album kanadskog pjevača Leonarda Cohena objavljen 1984.
Pjesma Hallelujah je jedna od Cohenovih pjesama koja se pojavila u najviše cover inačica. 

## Popis pjesama
Sve pjesme je napisao Leonard Cohen.
1. "Dance Me to the End of Love" - 4:38
2. "Coming Back to You" - 3:32
3. "The Law" - 4:27
4. "Night Comes On" - 4:40
5. "Hallelujah" - 4:36
6. "The Captain" - 4:06
7. "Hunter's Lullaby" - 2:24
8. "Heart With No Companion" - 3:04
9. "If It Be Your Will" - 3:43